# 蔡国雄 (商人)
蔡国雄（1943年—），汉族，中华人民共和国政治人物、第十一届全国政协委员。

## 生平
担任环球策略集团有限公司董事长、中国金融租赁公司董事长。2008年，当选第十一届全国政协委员，代表经济界，分入第三十五组。
蔡国雄亦愛好桥牌与集邮，曾任国际智力运动联盟副主席、世界桥牌联盟副主席。